# William Hamilton Maxwell
William Hamilton Maxwell (1792 – 1850) foi um romancista e historiador irlandês de ascendência escocesa.

## Biografia
Foi educado no Trinity College, em Dublin. Afirmou ter entrado no Exército Britânico e servido na Guerra Peninsular e na Batalha de Waterloo, mas essa alegação geralmente se acredita ser falsa. Mais tarde, assumiu o serviço mas este foi revogado por absenteísmo.
Seus romances, O'Hara (1825) e Stories from Waterloo (1834) lançaram um novo gênero: romance militar burlesco que atingiu seu apogeu com as obras de Charles Lever. 
Maxwell também publicou Life of the Duke of Wellington (1839–1841), uma biografia de Arthur Wellesley, 1.º Duque de Wellington e, em 1845, uma história da Rebelião Irlandesa de 1798 sob o título History of the Irish Rebellion, ilustrada por George Cruikshank e reimpressa pelo menos seis vezes.
Maxwell se casou com Mary Dobbin, filha de Leonard Dobbin, deputado de Armagh.

## Obras
- O’Hara, ou 1798, 2 vols. (Londres: J Andrews 1825);
- Stories of Waterloo and Other Tales, 3 vols. (Londres: Henry Colburn 1829);
- Wild Sports of the West, 2 vols. (Londres: Richard Bentley 1832);
- The Field Book, ou Sports and Pastimes of the United Kingdom (Londres: Effingham Wilson 1833);
- The Dark Lady of Doona (Londres: Smith, Elder 1834);
- My Life, 3 vols. (London: Richard Bentley 1835), e Do. como The Adventures of Captain Blake; ou, My Life (Londres: Richard Bentley] 1836);
- The Bivouac, ou Stories of the Peninsular War, 3 vols. (Londres: Richard Bentley 1837);
- The Victories of the British Armies, 2 vols. (Londres: R. Bentley 1839);
- Life of Field-Marshall His Grace the Duke of Wellington, 3 vols. (Londres: A. H. Baily 1834-41);
- Rambling Recollections of a Soldier of Fortune (Dublin: W. Curry 1842);
- The Fortunes of Hector O’Halloran and His Man Mark Anthony O’Toole (Londres: R. Bentley [n.d.]);
- Wanderings in the Highlands and the Islands, 2 vols. (Londres: A. H. Baily 1844);
- Hints to a Soldier on Service, 2 vols. (Londres: T. C. Newby 1845);
- History of the Irish Rebellion in 1798 (Londres: Baily Bros, Cornhill 1845);
- Peninsular Sketches by Actors on the Scene, 2 vols. (Londres: H. Colburn 1845);
- Captain O’Sullivan, or Adventures, Civil, Military, and Matrimonial of a Gentleman on Half-Pay, 3 vols. (Londres: H. Colburn 1846);
- Hill-Side and Border Sketches, 2 vols. (Londres: Richard Bentley 1847);
- Brian O’Linn, or Luck is Everything, 3 vols. (Londres: Richard Bentley 1848);
- The Irish Movements: Their Rise, Progress, and Certain Termination (Londres: Baily Bros. 1848);
- Erin Go Bragh, ou Irish Life Pictures, com um esboço biográfico de Dr. Maginn, 2 vols. (Londres: R. Bentley 1859).